# Fender Esquire
A Fender Esquire (korábbi nevén Broadcaster) elektromos gitár modellek gyakorlatilag megegyeznek a Telecaster típussal, azzal a különbséggel, hogy az Esquire kettő helyett csak egy, híd-oldali hangszedővel rendelkezik.

## Története
A második tömörtestű elektromos gitár prototípust, a Fender Broadcastert Leo Fender építette meg tölgyfából még 1943-ban. A hangszer több éves fejlesztgetés után 1950-ben egy hangszedővel, Esquire néven került forgalomba.

### Az 1950-es Esquire
Az 1950 áprilisában elkészült egy hangszedővel rendelkező modell elsőként az RTEC (Radio & Television Equipment Company) tavaszi katalógusában mutatkozott be. A katalógusban megjelenő modell fekete színt és fehér koptatólapot kapott. Szemben Leo Fender prototípusával a sorozatgyártású Esquire vékonyabb testet kapott (a Broadcaster 1,75 inch-es vastagságához képest, csak 1,5 inch), mely tömör kőrisfából készült. 1950 júniusában Fender felismerte, hogy két hangszedő alkalmazásával a gitár hangzása sokkal jobban variálható, így 1950 végén megkezdték a kéthangszedős változat gyártását eredetileg Broadcaster néven. Miután kiderült, hogy a Gretsch cégnek már van egy Broadcaster fantázianevű dobfelszerelése, a nevet 1951-ben Telecasterre változtatta a Fender. Az akkoriban forradalminak számító gitár lett minden idők első sorozatban gyártott elektromos gitárja.

### Az Esquire ’51-től napjainkig
A kéthangszedős Broadcaster/Telecaster kifejlesztése után leállították az egyetlen hangszedővel rendelkező modellek forgalmazását, de 1951 januárjában újra megindult a gyártás. A különbség az 1950-es Esquire és 1951-es Telecaster modellek között csak a nyak-oldali hangszedő, illetve a hangszer fején található típusjelzés.

## Nocasterek
Bizonyos modelleket a Broadcaster / Esquire név- és modellváltás alatt név nélkül gyártottak 1950-51 fordulóján. A különbség csak annyi, hogy a gitár fején nem szerepel semmilyen, a gitár típusára vonatkozó felirat. Ezek a modellek ma gyűjtemények féltett kincseit képezik. 1999-ben a modell nocaster néven visszatért a Fender árukínálatába. A Nocaster a Fender bejegyzett védjegye.